# Železniška postaja Šentjur
Železniška postaja Šentjur je ena izmed železniških postaj v Sloveniji, ki oskrbuje bližnje naselje Šentjur.

## Storitve
- Prodaja vozovnic
- Čakalnica
- Sanitarije